# Ichthyodes kaszabiana
Ichthyodes kaszabiana är en skalbaggsart som beskrevs av Stefan von Breuning 1975. Ichthyodes kaszabiana ingår i släktet Ichthyodes och familjen långhorningar. Inga underarter finns listade i Catalogue of Life.